# Полинаго
Полина́го (итал. Polinago, эмил.-ром. Pulinègh) — коммуна в Италии, располагается в регионе Эмилия-Романья, подчиняется административному центру Модена.
Население составляет 1863 человека, плотность населения составляет 35 чел./км². Занимает площадь 53 км². Почтовый индекс — 41040. Телефонный код — 0536.
Покровителем населённого пункта считается святой Рох. Праздник ежегодно празднуется 16 августа.